# Mohammad Saleem
Mohammad Saleem ist ein ehemaliger pakistanischer Squashspieler.

## Karriere
Saleem war in den 1960er und 1970er Jahren als Squashspieler aktiv. Mit der pakistanischen Nationalmannschaft nahm er 1967, 1969, 1971, 1976 und 1977 an der Weltmeisterschaft teil. Nach einem vierten Platz 1969 und einem dritten Platz 1971 wurde er 1976 hinter Großbritannien Vizeweltmeister. Im Jahr darauf gelang ihm mit der Mannschaft der Gewinn der Weltmeisterschaft vor Neuseeland.
Sein jüngerer Bruder Maqsood Ahmed war ebenfalls Squashspieler und gehörte wie Saleem zur Weltmeister-Mannschaft 1977.

## Erfolge
- Weltmeister mit der Mannschaft: 1977